# Caballero de Madara

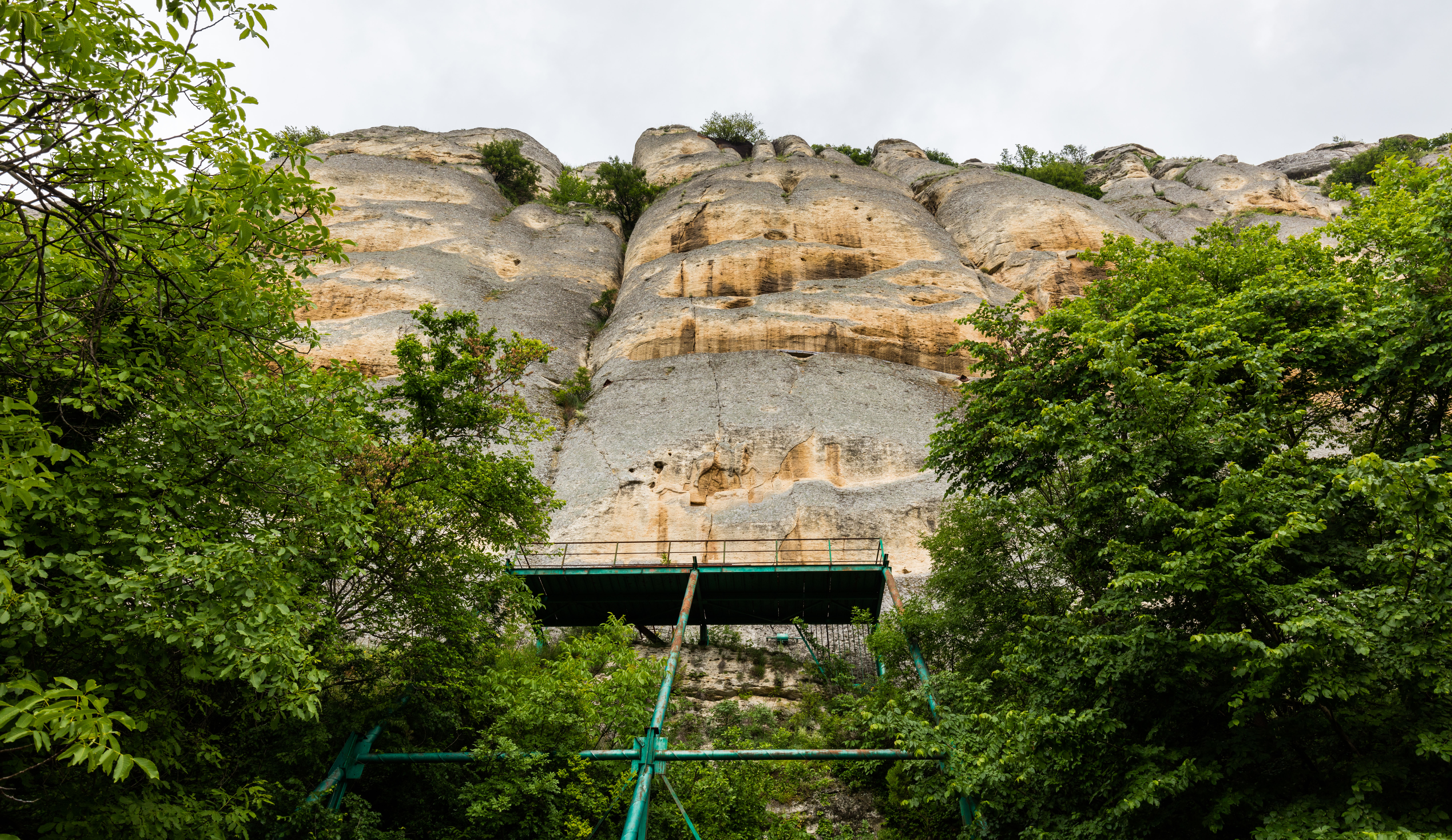
Vista general.

El Caballero de Madara es un gran relieve altomedieval tallado en la roca de la meseta de Madara, al este de la ciudad de Šumen, en el nordeste de Bulgaria, cerca de la población de Madara. Fue declarado Patrimonio de la Humanidad por la Unesco en 1979.

## El relieve
A veintitrés metros sobre el suelo en un acantilado casi vertical de cien metros de altura, el relieve representa un caballero clavando una lanza a un león que yace a los pies de su caballo. Un águila vuela ante el caballero, y un perro corre tras él. La escena es una representación simbólica de un triunfo militar.
El relieve fue tallado, según las dataciones realizadas, hacia 710, durante el reinado del jan búlgaro Tervel, lo que apoya la tesis de que se trata de un retrato del propio jan y es obra de los protobúlgaros, una tribu nómada de guerreros que se estableció en el nordeste de Bulgaria a finales del siglo VII y, tras mezclarse con los eslavos locales dio origen a los modernos búlgaros. Otras teorías proponen un origen tracio para el relieve, que en ese caso representaría un dios.

## Inscripciones
Alrededor de la imagen del caballero se conservan parcialmente tres inscripciones en griego medieval. Según el profesor Veselin Beshevliev, la inscripción más antigua es obra de Tervel (695-721). Las otras dos se refieren a los janes Krum (796-814) y Omurtag (814-831) y fueron talladas probablemente durante sus respectivos reinados.